# Chop suey

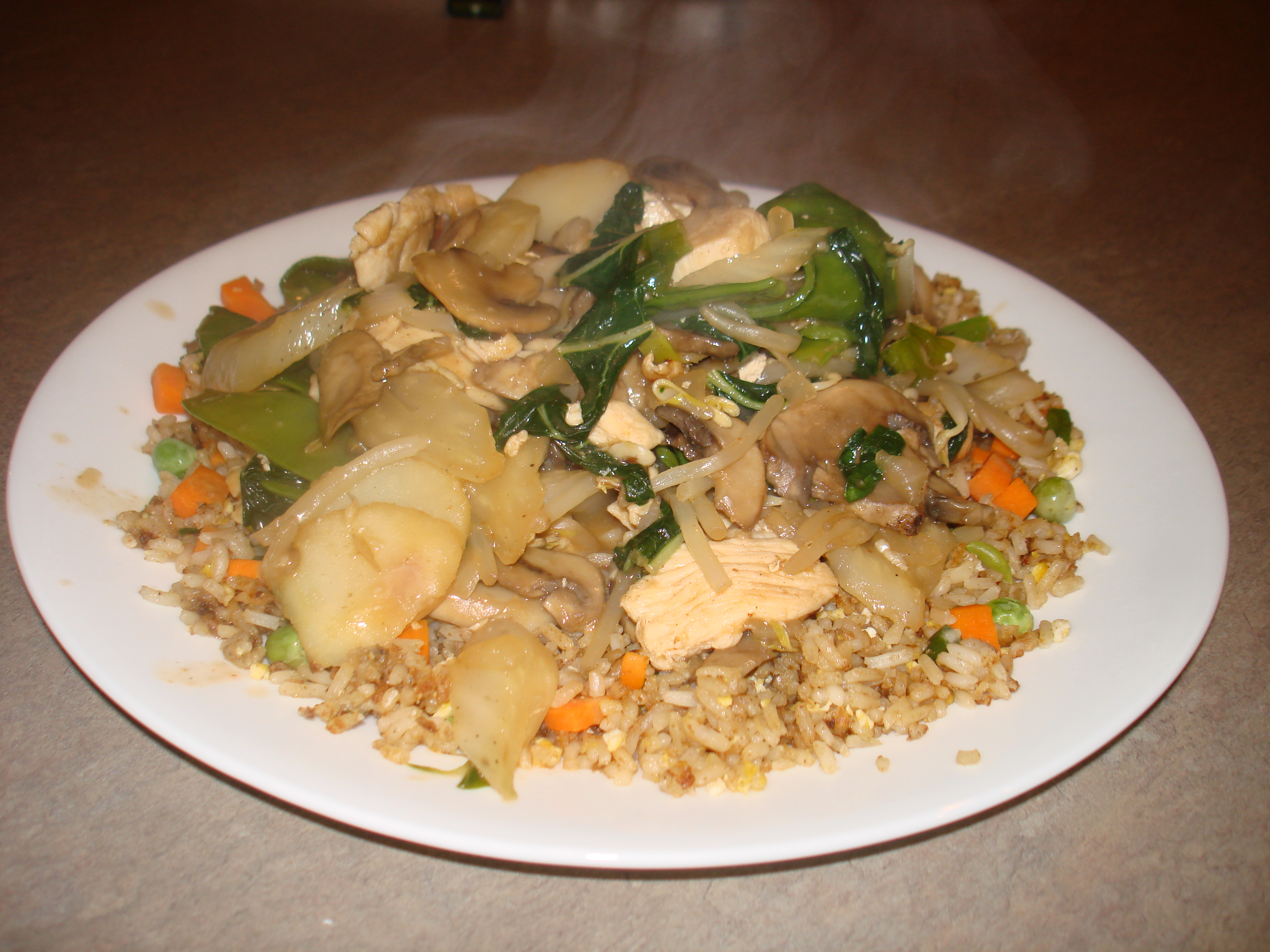
Chop suey de pollo con arroz.

El chop suey/chap'su·i/ o chapsuí, escrito a veces chapsui, (chino tradicional: 雜碎) es un plato de origen chino-estadounidense que literalmente significa "trozos mezclados". Usualmente consiste en carnes (puede ser pollo, ternera, camarón o cerdo), cocinado rápidamente en un wok con verduras como apio, pimientos, judías verdes, entre otros. Es servido con arroz blanco cocido al vapor.

## Historia
Una de las historias dice que el noble Li Hung Chan, cuando era enviado de su Majestad Imperial en Washington, fue visitado tarde por la noche, por algunos amigos norteamericanos. Apenado  por no tener nada especial que ofrecer, Li ordenó a su cocinero hacer lo que pudiera con lo disponible en la cocina.

El cocinero mezcló carnes y vegetales para ofrecer un platillo chao (salteado o frito) que quedó tan sabroso que los amigos comieron con mucho placer, elogiando las habilidades del cocinero.

Luego preguntaron a Li el nombre de tal delicia y Li dijo: Chop Suey.  Así, este manjar se inscribió en la lista de la comida cantonesa que se sirve en los Estados Unidos.

Otra historia refiere el caso de algunos marineros hambrientos que entraron a un restaurante chino que estaba a punto de cerrar y pidieron de cenar. El patrón reunió lo que había sobrado del servicio del día y creó el famoso platillo. 
Hablando formalmente, podemos considerar al Chop Suey como una variante incompleta del plato cantonés denominado Sap Kam (diez cosas preciosas), que incluye tallarines, fideos y hongos, entre otras cosas. 
Sin importar lo cierto de las historias, la verdad es que el Chop Suey se ha convertido en emblema de la cocina cantonesa.

Nacido con buena suerte, ha vivido al amparo de su buena estrella desde que fue elaborado por primera vez, allá por el último tercio  del siglo XIX, hasta nuestros días.

En el Chop Suey predomina  el sabor húmedo del germinado de soja (un agregado posterior). En ningún banquete chino se le incluye, exceptuando aquellos destinados a un público no chino.

## Variantes
Con el paso del tiempo, el chop suey ha sido modificado y mejorado, actualmente el ingrediente principal, aparte de los antes mencionados, es el brote de judía mung o judía china, en muchos lugares erróneamente le llaman "brotes de soja", pero en realidad la semilla usada es la judía mung verde (haba mung o habichuela mung). Este ingrediente actualmente sobresale de los demás en la preparación del plato.